# Nelson (Nova Zelanda)
Nelson (en maori: Whakatū) és una ciutat neozelandesa que es localitza al nord de l'illa del Sud. Va ser establerta el 1841, fent-la la segona ciutat més antiga de Nova Zelanda.
La ciutat és una autoritat unitària i no forma part de cap regió. Nelson fa frontera a l'est amb Marlborough i a l'oest amb Tasman.

## Etimologia
Nelson rebé el seu nom en honor de Horatio Nelson qui fou capaç de vèncer les tropes franceses i espanyoles en la batalla de Trafalgar el 1805. Múltiples carreteres i carrers de Nelson són anomenats en honor de persones i vaixells associades amb aquella batalla i el carrer Trafalgar Street forma el nucli central urbà de la ciutat.
El nom de la ciutat en la llengua maori, Whakatū, significa «construir», «alçar» o «establir».

## Economia
L'economia de Nelson es basa principalment en el marisc, l'horticultura, el turisme i l'enginyeria forestal. El port de Nelson és el port pesquer més gran d'Australàsia.
El producte interior brut subnacional de Nelson el 2003 s'estimava a ser de 2.343 milions de dòlars estatunidencs, un 2% del producte interior brut neozelandès.

## Demografia
La població de la ciutat de Nelson va pujar de 41.568 el 2001 a 42.888 el 2006. El 2011 aquest nombre augmentà de nou amb 46.200 habitants estimats el mes de juny segons Statistics New Zealand.
L'abril de 2007 Statistics New Zealand informà que 3.774 persones van néixer al Regne Unit o Irlanda i aquests formaven el 9,1% de la població. Aquesta és la proporció de residents britànics i irlandesos més gran de Nova Zelanda —amb un 9,5% addicional nascuts fora de Nova Zelanda. Tot i que Statistics New Zealand ja no compta estadístiques sobre nombres de ciutadans nascuts a Alemanya, l'ambaixada alemanya a Wellington ha informat que hi ha un percentatge de parlants d'alemany més gran a Nelson que a qualsevol altra regió o ciutat neozelandesa.

## Clima
| Paràmetres climàtics mitjans de Nelson | Paràmetres climàtics mitjans de Nelson | Paràmetres climàtics mitjans de Nelson | Paràmetres climàtics mitjans de Nelson | Paràmetres climàtics mitjans de Nelson | Paràmetres climàtics mitjans de Nelson | Paràmetres climàtics mitjans de Nelson | Paràmetres climàtics mitjans de Nelson | Paràmetres climàtics mitjans de Nelson | Paràmetres climàtics mitjans de Nelson | Paràmetres climàtics mitjans de Nelson | Paràmetres climàtics mitjans de Nelson | Paràmetres climàtics mitjans de Nelson | Paràmetres climàtics mitjans de Nelson |
| Mes                                    | Gen.                                   | Feb.                                   | Mar.                                   | Abr.                                   | Mai.                                   | Jun.                                   | Jul.                                   | Ago.                                   | Set.                                   | Oct.                                   | Nov.                                   | Des.                                   | Anual                                  |
| -------------------------------------- | -------------------------------------- | -------------------------------------- | -------------------------------------- | -------------------------------------- | -------------------------------------- | -------------------------------------- | -------------------------------------- | -------------------------------------- | -------------------------------------- | -------------------------------------- | -------------------------------------- | -------------------------------------- | -------------------------------------- |
| Temperatura diària màxima °C (°F)      | 22,4 (72,3)                            | 22,4 (72,3)                            | 20,8 (69,4)                            | 18,1 (64,6)                            | 15,2 (59,4)                            | 12,9 (55,2)                            | 12,4 (54,3)                            | 13,1 (55,6)                            | 14,9 (58,8)                            | 16,8 (62,2)                            | 18,7 (65,7)                            | 20,5 (68,9)                            | 17,4 (63,3)                            |
| Temperatura diària mínima °C (°F)      | 13 (55,4)                              | 12,9 (55,2)                            | 11,4 (52,5)                            | 8,2 (46,8)                             | 4,9 (40,8)                             | 2,4 (36,3)                             | 1,6 (34,9)                             | 3,1 (37,6)                             | 5,4 (41,7)                             | 7,9 (46,2)                             | 9,8 (49,6)                             | 11,8 (53,2)                            | 7,8 (46)                               |
| Precipitació total mm (polzades)       | 72 (2,8)                               | 57 (2,2)                               | 78 (3,1)                               | 86 (3,4)                               | 77 (3)                                 | 85 (3,3)                               | 86 (3,4)                               | 90 (3,5)                               | 73 (2,9)                               | 92 (3,6)                               | 82 (3,2)                               | 75 (3)                                 | 970 (38,2)                             |
| Font: NIWA                             |                                        |                                        |                                        |                                        |                                        |                                        |                                        |                                        |                                        |                                        |                                        |                                        |                                        |

## Política
Nacionalment, Nelson s'ubica en la circumscripció electoral general de Nelson i a la circumscripció electoral maori de Te Tai Tonga de la Cambra de Representants de Nova Zelanda.
Nelson es considera una circumscripció conservadora i que sovint vota pel Partit Nacional. Des de les eleccions de 1996 ha guanyat sempre el Partit Nacional, i el Partit Laborista no ha guanyat des del 1993; des de les eleccions de 1996 ha guanyat sempre Nick Smith. En les eleccions de 2011 Smith guanyà amb el 53,14% del vot de la circumscripció. En segon lloc quedà Maryan Street del Partit Laborista amb el 32,62% del vot.
Te Tai Tonga, en canvi, és una circumscripció més liberal i varia entre candidats del Partit Laborista i el Partit Maori. Actualment aquesta circumscripció és representada per Rino Tirikatene del Partit Laborista. En les eleccions de 2011 sortí victoriós amb el 40,62% del vot, quedà prop del 31,79% que rebé el candidat Rahui Katene del Partit Maori.